# Ribeira de Vinha
Ribeira de Vinha (crioll capverdià Rbera de Vinha) és una vila al centre de l'illa de São Vicente a l'arxipèlag de Cap Verd. Està situada 3 kilòmetres al sud-oest de Mindelo.
L'abocador d'escombraries de l'illa es troba al sud i els molins de vent de l'illa (construïts al voltant de 2008) es troben al sud-oest de la frontera municipal i proporciona electricitat a l'illa. Hi ha una pedrera entremig del poble i els molins de vent.